# Llac de Nemi
El Llac de Nemi (en italià:Lago di Nemi, en llatí:Lacus Nemorensis, o Speculum Dianae) és un llac d'origen volcànic relativament petit situat entre els municipis italians de Nemi i Genzano di Roma, una mica al sud de la ciutat de Roma.

## Aspectes geogràfics i ambientals
Es tracta d'un llac que es va originar a partir de l'enfonsament d'un antic cràter volcànic, fet que li dona una forma gairebé circular. Per les seves característiques morfològiques és comparable al llac Albano, respecte al qual és notablement més petit. Des del punt de vista geològic, forma part de la zona anomenada Complex vulcànic dels Turons Albans (també dita zona volcànica del Laci).
El llac està unint a la ciutat de Nemi amb un canal que està a un desnivell d'entre 500 i 600 metres sobre el nivell del mar, recollint el que correspon al quadrant nord-est del llac i acabant a la ciutat en la forma d'una font anomenada "Fontana Tempesta". Les aigües d'aquesta font s'uneixen després amb les provinents d'altres cinc canals i és canalitzada cap a la ciutat de Genzano
Segons dades del 2009, el llac és apte per al bany i la natació, excepte la zona davant del Museu de les Naus.
El Llac Nemi és l'únic llac italià on viu el peix rei, una espècie originària d'Amèrica del Sud introduïda per fomentar la pesca.
En les terres de la rodalia es conrea les maduixes.

## Aspectes històrics
Antigament hi havia un bosc a la vora del llac considerat sagrat (lucus). Els romans i, sembla que altres tribus abans que ells, pensaven que el lloc era la residència de la deessa Diana i en el seu honor hi van edificar un temple. Per aquest motiu els poetes en llengua llatina es referien al llac amb el sobrenom de Speculum Dianae. El lloc estava vigilat per un sacerdot de característiques especials consagrat al seu culte, era el rex nemorensis.
Les restes d'aquell temple, que en aquells temps estava a tocant del llac, queden avui dia una mica allunyades, ja que les mides del llac Nemi han quedat reduïdes. La principal raó és la construcció d'un emissari que en desvia les seves aigües, el qual es va construir ja en època romana, després que assumissin el control de la lliga llatina al s.V aC. El seu traçat és de 1.650 metres i gairebé tot és subterrani, travessant la zona vulcànica del Laci, aprofitant la vall d'Aricia, passant per sota de Genzano i acabant als afores d'aquesta ciutat. Segons Estrabó el llac era nodrit per les aigües d'una font o un torrent anomenat Egèria (amb aquest mateix nom els romans anomenaven una nimfa de la qual explicaven llegendes, la nimfa Egèria).
La llegenda del llac
Des de l'edat mitjana corria una llegenda respecte al llac de Nemi, segons la qual hi havia dues embarcacions de grans dimensions construïdes en època romana ricament decorades i que contenien tresors, enfonsades al llac per motius misteriosos. Podria ser que la llegenda s'hagués iniciat al segle I dC i es va anar potenciant per petites troballes per part d'alguns pescadors. La contalla tenia un fons de veritat, ja que l'emperador Cal·lígula, en honor de la deessa egípcia Isis i la divinitat local Diana, va fer construir dues naus. Aquests vaixells eren fruit d'una enginyeria avançada i estaven esplèndidament decorades. Però després de la seva mort el 41 dC, el Senat de Roma (institució de la qual l'emperador s'havia mostrat acèrrim adversari polític) va manar destruir totes les obres de Cal·lígula i per això les naus van ser enfonsades. Com que eren per a ús particular de l'emperador, els qui no les havien vist pensaven que era tot una invenció, una llegenda més.

## L'aprofitament de les aigües
El 1895 l'ajuntament de Genzano va encomanar un estudi a uns enginyers sobre l'estat de les canalitzacions que surten del llac Nemi per al seu aprofitament. Els enginyers van informar d'una significativa pèrdua d'aigua causada per quaranta-vuit trencaments existents en els tubs.
El 1913 un altre enginyer, G.Ducci, va observar que encara que la conca hidrogràfica del llac és molt gran, l'aigua aprofitada per al consum humà era insuficient, ja que venia d'una conca menor, Això era degut a un sistema deficient de recol·lecció d'aigües i al fet que l'inici de la canalització començava en una zona pobre de l'aqüífer.
Als anys vint del segle xx, els alcaldes de Nemi, Aricia, Lanuvio i Velletri, desoint els informes dels enginyers que aconsellaven reformar la canalització des del punt d'inici al llac, van optar per fer una nova canalització des de la font "Fontana Tempesta" i així resolien momentàniament els problemes de subministrament d'aigua a la població.
Posteriorment, el 1986 l'arqueòleg C.Pavia va fer un estudi de les antigues canalitzacions i va observar que, en general, les mesures són gairebé sempre les mateixes: una alçada d'1,80 metres i una amplada que varia de 50 a 90 cm. La planta és sempre diferent en funció de si el sòl per on passa és impermeable a l'aigua. Encara que alguns túnels són inaccessibles, ja que s'han esfondrat, el curs de l'aigua es pot endevinar gràcies als respiradors que són identificables per la vegetació diferent de la veïna. En acabar el seu estudi, Pavia va tornar a remarcar la importància del manteniment dels antics pous horitzontals fets pels romans al segle v aC, ja que havien servit per evitar esllavissaments als vessants del llac i que calia conservar en bon estat per aprofitar al màxim l'aigua.